# (55678) Lampos
(55678) Lampos, désignation internationale (55678) Lampos, est un astéroïde troyen jovien.

## Description
(55678) Lampos est un astéroïde troyen jovien, camp troyen, c'est-à-dire situé au point de Lagrange L5 du système Soleil-Jupiter. Il présente une orbite caractérisée par un demi-grand axe de 5,219 UA, une excentricité de 0,101 et une inclinaison de 7,4° par rapport à l'écliptique.
Il est nommé en référence au personnage de la mythologie grecque Lampos, acteur du conflit légendaire de la guerre de Troie.

## Compléments